# Алоэ, Стефано
Сте́фано Алоэ (итал. Stefano Aloe, Неаполь, 19 ноября 1972 года) — итальянский филолог, литературовед, переводчик, изучает творчество Кюхельбекера и Достоевского. Профессор славистики в Университете Вероны (Италия).
Вице-президент Общества Достоевского.
Автор монографии «Анджело де Губернатис и славянский мир», переводчик Достоевского («Хозяйка») и Кюхельбекера («Последний Колонна»).

## Биография
В 2004 году в римском университете La Sapienza защитил диссертацию на тему «Стихотворное наследие Кюхельбекера» (Научный руководитель — профессор Данило Кавайон).
Член Итальянской ассоциации славистов (AIS). Член редколлегии журналов «Dostoevsky Studies» (Германия-США), «Nuovi Quaderni del C.R.I.E.R.» (Италия), «Studia Rossica Posnaniensia» (Польша), «Mundo Eslavo» (Испания); член научного совета международного проекта Velonotte International.
Иностранный член Совета экспертов РГНФ.

## Интересные факты биографии
- Спикер Пушкинской Велоночи 2014 года в Москве в прямой трансляции радио «Маяк»: «Пушкинские речи Достоевского и Тургенева» и «История первой публикации А. С. Пушкина» («К другу стихотворцу» в журнале «Вестник Европы», 1814 год)[1].
- Переводчик научных комментариев первой Ботанической Велоночи в Риме (Velonotte Roma Botanica, май 2014 год)[2].
- Солист музыкального карнавального театрального проекта в Венеции «Teatro Instabile de Venexia»[3].
- Автор-исполнитель и основатель (вместе с Сергеем Никитиным) Русского-итальянского оркестра («Fratelli per Bene»), выступал на известных московских площадках «Китайский лётчик Джао Да», ЦДРИ и «Мастерская».

## Публикации
Монографии:
- Stefano Aloe. Angelo De Gubernatis e il mondo slavo: gli esordi della slavistica italiana nei libri, nelle riviste e nell'epistolario di un pioniere (1865-1913) (итал.). — Pisa: Tipografia Editrice Pisana, 2000. — 316 p. — ISBN 8882500152. — ISBN 978-8882500153.

- Stefano Aloe. Libertà, inventiva, originalità : V. K. Kjuchel’beker nel contesto romantico russo (итал.). — Milano: The Coffee House Art & adv. (Slavistica, t. 8), 2008. — 347 p. — ISBN 888817608-X. — ISBN 9788888176086.

Переводы:
- F. M. Dostoevskij, La padrona di casa, a cura di Stefano Aloe, Bologna, Ed. Re Enzo, 1998
- V. K. Kjuchel’beker, L’ultimo dei Colonna, romanzo, a cura di Stefano Aloe, Bologna, Ed. Re Enzo, 2000